# 1945

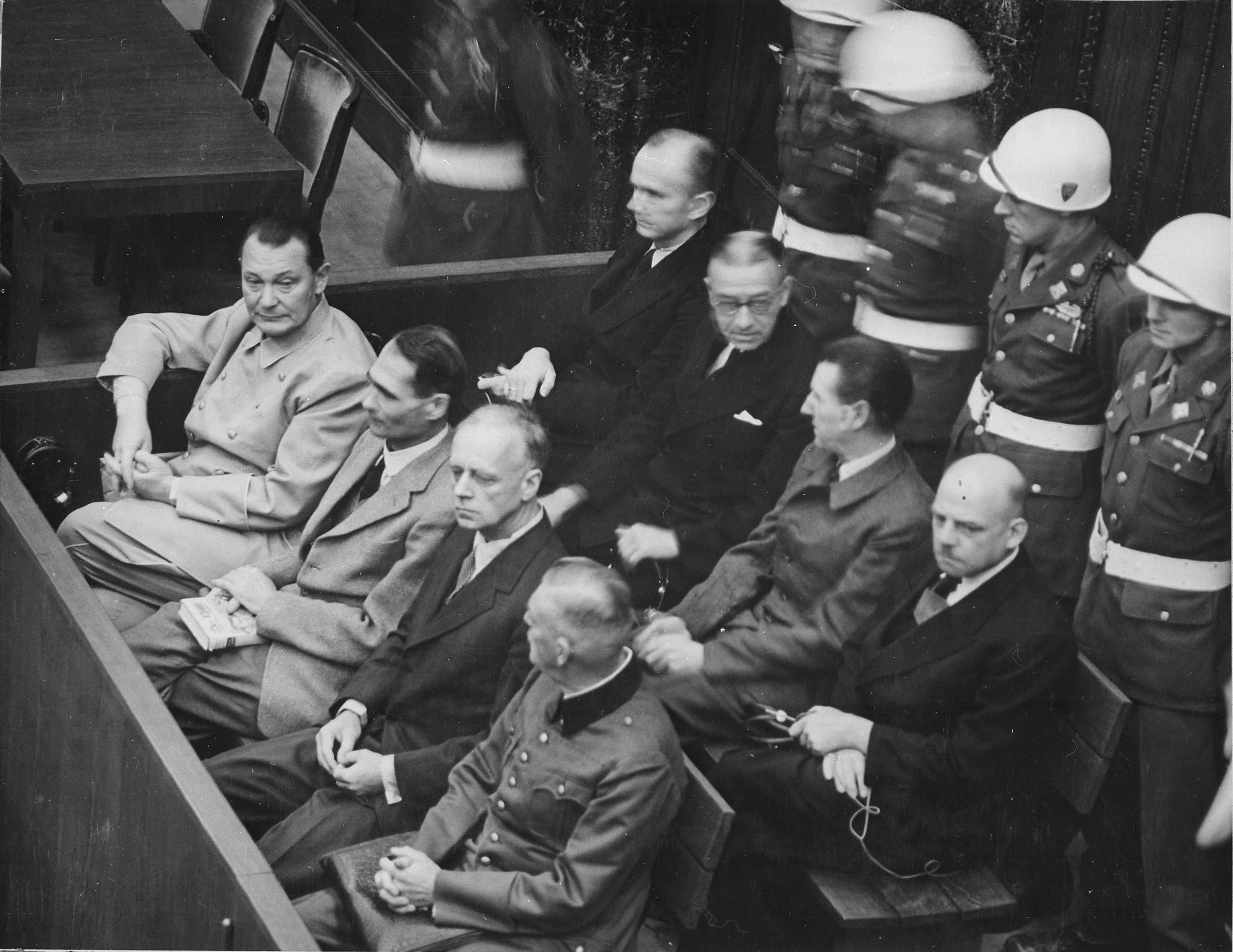
Neurenberg-processen

Het jaar 1945 is een jaartal volgens de christelijke jaartelling.

## Gebeurtenissen
januari
- 1 - Operatie Bodenplatte: De Duitse Luftwaffe voert een reeks luchtaanvallen uit op geallieerde vliegvelden in België, Nederland en Noord-Frankrijk. Op 38 vliegvelden in het westen van Duitsland worden 1.035 vliegtuigen verzameld. De geallieerden worden volledig verrast  en verliezen veel vliegtuigen op de grond. Tijdens de operatie worden er ruim 800 geallieerde toestellen vernietigd. De Duitsers verliezen circa 100 vliegtuigen, ruim 300 vliegtuigen gaan verloren door eigen luchtafweergeschut.
- 1 - Operatie Nordwind: Duitse eenheden van Heeresgruppe G (onder bevel van generaal Johannes Blaskowitz) en Heeresgruppe Oberrhein (onder bevel van Reichsführer Heinrich Himmler) lanceren een offensief tegen de Amerikaanse frontlinie (ongeveer 110 kilometer lang) in de regio Sarreguemines. Duitse troepen van het 1e Leger en het 19e Leger (bestaande uit ongeveer 17 divisies) rukken op richting Straatsburg. Het Amerikaanse 7e Leger wordt gedwongen zich terug te trekken.
- 2 - Slag om Boedapest: Duitse tankeenheden van het 4e SS-Pantserkorps (onder leiding van generaal Herbert Gille) lanceren een offensief ten noordwesten van Boedapest, met als doel de Russische belegering van de stad te doorbreken. De belangrijkste Duitse troepen die bij het offensief betrokken zijn, zijn de 3e SS-Panzer-Divisie Totenkopf en de 5e SS-Panzer-Divisie Wiking (die zonder toestemming van Heinz Guderian, chef van de generale staf van het Duitse leger, uit de OKH-reserve achter Warschau zijn teruggetrokken). Russische eenheden van het 2e Oekraïense Front (onder leiding van maarschalk Rodion Malinovski) worden ongeveer 30 kilometer teruggedreven.
- 2 - Amerikaanse bommenwerpers (ongeveer 1.000 vliegtuigen) vallen Duitse troepenconcentraties,  communicatie- en aanvoerlijnen in het westen van Duitsland aan. Britse bommenwerpers (ruim 500 vliegtuigen) voeren een luchtbombardement uit boven de steden Neurenberg, Ludwigshafen en Berlijn. De oude stadskern van Neurenberg met historische gebouwen wordt voor 90% verwoest. Hierbij worden ruim 1.800 burgers gedood.
- 3 - Slag om de Ardennen: Duitse eenheden van het 5e Pantserleger (onder leiding van generaal Hasso von Manteuffel) slagen erin om de corridor naar Bastogne onder druk te zetten, maar zij boeken geen vooruitgang. Amerikaanse troepen van het 3e Leger (onder bevel van generaal George Patton en het 1e Leger (onder leiding van generaal Courtney Hodges) vallen vanuit het zuiden en noorden aan richting Houffalize. Ondertussen in de Elzas wordt het Amerikaanse 7e Leger zwaar onder druk gezet in de omgeving van Bitche. Verder naar het zuiden vinden er hevige gevechten plaats bij Straatsburg.
- 4 - Amerikaanse eenheden van het 3e Leger slaan een Duitse tegenaanval bij Bastogne af. Ondertussen voeren geallieerde troepen van het Amerikaanse 8e Legerkorps en het Britse 30e Legerkorps hevige gevechten in de Ardennen. De restanten van het Duitse 6e Pantserleger (onder bevel van generaal Josef ("Sepp") Dietrich) worden teruggetrokken en naar het Oostfront gestuurd. In de Elzas gaan de Duitse aanvallen in de omgeving van Bitche door.
- 4 - Amerikaanse B-24 Liberator bommenwerpers vallen het vliegveld van Clark Air Base op de Filipijnen aan. Tijdens het bombardement worden er circa 20 Japanse vliegtuigen op de grond vernietigd. De scheepvaart in de omgeving van Luzon wordt ook aangevallen, ruim 35 Japanse schepen worden tot zinken gebracht of ernstig beschadigd.
- 5 - Amerikaanse eenheden van het 3e Leger stabiliseren het front in de omgeving van Bastogne. Terwijl het Amerikaanse 1e Leger zijn aanvallen op de Duitse frontlinie voortzet. Duitse troepen van het 19e Leger voeren hevige gevechten ten noorden van Straatsburg. Dwight Eisenhower, opperbevelhebber van de geallieerde strijdkrachten, besluit de frontsectoren rond Bastogne te verdelen tussen Bernard Montgomery en Omar Bradley.
- 5 - De Russische regering in Moskou erkent het Poolse Comité van Nationale Bevrijding formeel als de voorlopige regering van Polen. De Verenigde Staten en Groot-Brittannië verklaren hun voortdurende erkenning van de Poolse regering in ballingschap (onder leiding van president Władysław Raczkiewicz), gevestigd in Londen.
- 6 - Russische eenheden van het 3e Oekraïense Front (onder bevel van veldmaarschalk Fjodor Tolboechin) treffen voorbereidingen om een Duitse ontsnapping uit Boedapest te voorkomen. Ze hebben verdedigingslinies met anti-tankgeschut gebouwd. Tolboechin geeft het bevel om de aanvallen op Boedapest te staken om meer Russische troepen vrij te maken. Zeven divisies (circa 80.000 man), een even groot aantal als alle Duitse en Hongaarse troepen in de hoofdstad, worden tussen Zsámbék en Tinnye (ruim 30 kilometer voor Boedapest) gestationeerd. In geval van een ontsnapping moeten de Duitsers eerst de corridor rond de stad doorbreken.
- 6 - Amerikaanse eenheden van het 1e Leger boeken terreinwinst in een aanval ten zuiden van Stavelot, waardoor de belangrijkste Duitse bevoorradingsroute van La Roche naar St. Vith wordt bedreigd. Adolf Hitler geeft het bevel om niet terug te trekken, nadat veldmaarschalk Gerd von Rundstedt, opperbevelhebber van het Westfont, heeft verzocht om Duitse troepen toe te staan zich terug te trekken uit de Ardennen vanwege de zware geallieerde druk.
- 6 - Premier Winston Churchill stuurt een persoonlijke boodschap aan Jozef Stalin met de vraag of er in januari een hervatting van een Russisch offensief langs de rivier de Wisła te verwachten is – gezien de geallieerde situatie aan het westelijk front. Hij stelt: "De situatie is lastig", aldus Churchill. Stalin geeft in een reactie aan dat het Russisch-tijdschema van een nieuw offensief niet later dan in de tweede helft van januari zal beginnen.
- 7 - In Italië vinden enkele beperkte operaties plaats door het Britse 8e Leger (onder bevel van generaal Richard McCreery) om de geallieerde greep op de zuidoever van de rivier de Reno te voltooien. Het natte weer en het gebrek aan versterkingen (met extra voorraden) verhinderen de geallieerden om op dit moment een grootschalig offensief te lanceren. Veldmaarschalk Harold Alexander, opperbevelhebber van de geallieerde legers in Italië, gelast verdere offensieve operaties af.
- 7 - Duitse tankeenheden van het 4e SS-Pantserkorps heroveren Esztergom, circa 40 kilometer ten noordwesten van Boedapest, in een poging het Duits-Hongaarse garnizoen in de hoofdstad te ontzetten. Na verbeten weerstand bereiken Duitse troepen van de 5e SS-Panzer-Divisie "Wiking" de noordelijke buitenwijken van Boedapest. Ze zijn verspreid en kwetsbaar – generaal Herbert Gilles geeft het bevel om terug te trekken.
- 8 - Amerikaanse eenheden van het 3e Leger hebben ongeveer 14 kilometer van de Duitse bevoorradingsroute van La Roche naar St. Vith in handen. Ze veroveren Flamierge (gelegen ten noordwesten van Bastogne) aan de zuidelijke flank het Duitse 5e Pantserleger. In de Elzas gaan de gevechten door in de omgeving van Straatsburg. Amerikaanse troepen van het 7e Leger voeren hevige gevechten bij Rimling en Gambsheim. In Nederland schakelen geallieerde eenheden van het Britse 2e Leger (onder bevel van generaal Miles Dempsey) de Duitse posities uit op de westoever van de rivier de Maas.
- 9 - Amerikaanse eenheden van het 6e Leger (onder bevel van generaal Walter Krueger) landen op Luzon. Ze veroveren de stad Lingayen en de nabijgelegen landingsstrook. De Japanse 14e Legergroep (onder leiding van generaal Tomoyuki Yamashita) heeft ruim 150.000 man gestationeerd in het noorden van het eiland. Yamashita heeft ongeveer 110.000 man beschikbaar ten zuiden van Manilla. De Amerikanen ondervinden weinig weerstand en rukken op richting Manilla.
- 10 - Amerikaanse eenheden van het 3e Leger voeren felle gevechten bij La Roche. Britse troepen van het 30e Legerkorps rukken vanuit het westen op naar Samrée. Britse parachutisten van de 6e Luchtlandingsdivisie (ondersteund door een Belgische commando-eenheid) veroveren het dorp Bure. Duitse troepen van het 5e Pantserleger trekken zich in goede orde terug ten oosten van Bastogne. Onder druk van geallieerde aanvallen ontruimen de Duitsers de stellingen bij de Bastogne-corridor. Adolf Hitler stemt ermee in de Duitse troepen geleidelijk terug te trekken uit de Ardennen. Het dorp St. Hubert, ten westen van Bastogne, wordt geëvacueerd.
- 10 - Russische eenheden van het 2e Oekraïense Front voeren felle straatgevechten in Boedapest. Het eiland Óbuda, het noordelijke stadsdeel van de Hongaarse hoofdstad, wordt verovert. De Russische opmars langs de noordoever van de rivier de Donau, bereikt de Váh (een zijrivier van de Donau) – gelegen ongeveer 130 kilometer van Wenen en minder dan 80 kilometer van Bratislava.
- 11 - Geallieerde eenheden van het 3e Leger en het 30e Legerkorps ontmoeten elkaar bij St. Hubert. Het Amerikaanse 8e Legerkorps neemt de oostelijke sector van Bastogne in. Tankeenheden ontruimen de bossen bij Wardin (hierbij worden 15 Duitse tanks vernietigd). In het zuiden gaan de gevechten van de Amerikaanse troepen van het 7e Leger in de omgeving van Bitche door, felle Duitse tegenaanvallen worden afgeslagen.
- 12 - Weichsel-Oderoffensief: Russische eenheden van het 1e Oekraïense Front (onder bevel van maarschalk Ivan Konev) beginnen met een winteroffensief. Vanaf het Sandomierz-bruggenhoofd (hedendaagse Poolse grens) aan de westoever van de rivier de Wisła, voeren 5 legers in de frontlinie aanvallen uit. De verdedigende Duitse troepen bestaan voornamelijk uit Heeresgruppe Mitte (onder leiding van generaal Hans Reinhardt), Heeresgruppe A (onder bevel van generaal Josef Harpe), waarbij het Duitse 4e Pantserleger het doorbraakgebied verdedigt. De Duitse troepen zijn door de Russen 'over-ruled' (5 keer zo sterk in manschappen) en zijn machteloos om de Russische opmars te weerstaan. Het Russische leger beschikt over meer dan 2 miljoen soldaten (verspreid over 170 divisies), 4.500 tanks en ruim 12.000 kanonnen.
- 12 - Duitse eenheden van het 4e SS-Pantserkorps lanceren een tweede aanval ten noordwesten van Boedapest om de Russische omsingeling te doorbreken. Duitse troepen proberen de luchthaven van Boedapest te heroveren in de hoop een vitale corridor te openen, voor het luchttransport van voorraden en versterkingen. Ze stuiten echter op hevig verzet van ingegraven Russische troepen die het gebied verdedigen. De Duitsers worden tegengehouden en gedwongen zich terug te trekken.
- 12 - Geallieerde eenheden van het Britse 14e Leger (onder leiding van generaal William Slim) vestigen verscheidene bruggenhoofden over de rivier de Irrawaddy ten noorden van Mandalay. Ondertussen wordt er een afleidingsmanoeuvre uitgevoerd op de rechterflank, Britse commando's landen op kust van Arakan. De bevoorradingsroute van de Japanse Legergroep Birma, lopende van Rangoon naar Mandalay wordt bedreigd.
- 13 - Oost-Pruisenoffensief: Russische eenheden van het 3e Wit-Russische Front (onder leiding van generaal Ivan Tsjernjachovski) beginnen een offensief in Oost-Pruisen. Ze krijgen opdracht om op te rukken richting Koningsbergen. De frontlinie wordt verdedigd door Duitse troepen van het 3e Pantserleger (onder leiding van generaal Erhard Raus), het 2e Leger en het 4e Leger (ongeveer 600.000 man). Tijdens het offensief lijden Russische troepen zware verliezen terwijl ze 30 tot 60 kilometer doordringen in het oosten van Polen. De Duitse bevolking in Oost-Pruisen vlucht massaal naar het westen.
- 14 - Russische tankeenheden van het 1e Oekraïense Front veroveren het spoorwegknooppunt naar Krakau ten zuiden van Kielce. Hierdoor wordt de bevoorradingsroute voor de Duitse troepen in het zuiden bedreigd. Russische eenheden van het 5e Gardeleger rukken op richting Częstochowa, het Duitse 17e Leger moet zich terugtrekken om niet omsingeld te worden door Russische troepen van het 4e Oekraïense Front.
- 14 - Russische eenheden van het 1e Wit-Russische Front (onder leiding van maarschalk Georgi Zjoekov) beginnen een offensief vanuit het bruggenhoofdgebied Magnuszew–Puławy (met een strijdmacht van een half miljoen soldaten). Tegen de avond zijn de Russische troepen ongeveer 30 kilometer de Duitse frontlinie binnengedrongen. De stad Warka wordt ingenomen en ze naderen Radom in Centraal-Polen.
- 14 - Operatie Blackcock: Britse eenheden van het 12e Legerkorps onder leiding van generaal Neil Ritchie beginnen een offensief om de Duitse troepen van het 15e Leger onder leiding van generaal Gustav-Adolf von Zangen te verdrijven uit de driehoek Geilenkirchen-Roermond-Sittard. De problemen met het slechte winterse weer vertraagd de opmars. De Duitse bevolking wordt geëvacueerd naar het pas ontruimde Kamp Vught.
- 15 - De Duitse Heeresgruppe Nord (onder bevel van generaal Ferdinand Schörner) zet haar laatste reserves (de 7e Pantserdivisie en de Pantsergrenadierdivisie Großdeutschland) in. De tankeenheden worden direct ingezet en brengen hevige verliezen toe aan de Russische troepen van het 2e Wit-Russische Front (onder bevel van maarschalk Konstantin Rokossovski). Kielce wordt ingenomen door Russische troepen van het 1e Oekraïense Front. In het centrum vallen Russische troepen van het 1e Wit-Russische Front Warschau aan en rukken op naar het zuidwesten van de stad om de ontsnapping van het Duitse 9e Leger tegen te houden.
- 16 - Russische eenheden van het 1e Wit-Russische Front veroveren Radom en bedreigen Warschau terwijl ze zich een weg door de stad vechten. Het Duitse Oberkommando des Heeres (OKH) besluit de stad en de restanten van het 46e Pantserkorps te evacueren, en begint in de nacht met de terugtrekking. In de afgelopen twee dagen zijn Russische troepen ruim 60 kilometer opgerukt en hebben ze een bres in de Duitse linies geslagen van circa 120 kilometer lang.
- 16 - Britse tankeenheden van het 30e Legerkorps vallen aan bij Roermond, met als doel de Duitse saillant ten westen van de rivier de Maas te vernietigen. Ondertussen maken Amerikaanse troepen van het 1e en 3e Leger contact met elkaar bij Houffalize. Een geallieerd offensief begint met als doel bij Gambsheim het Duitse bruggenhoofd over de rivier de Rijn, circa 12 kilometer ten noorden van Straatsburg, uit te schakelen. Het Amerikaanse 7e Leger steekt ten zuidoosten van het bruggenhoofd de Rijn over, maar de Amerikanen trekken zich weer terug wanneer vijandelijk artillerievuur de bouw van een pontonbrug (voor de tanks) verhindert.
- 16 - In Berlijn trekt Adolf Hitler zich terug in de Führerbunker, in de tuin van de Rijkskanselarij. Hier voert hij het opperbevel over het Duitse leger en de stadsverdediging. Naast hooggeplaatste stafofficieren en Hitler's persoonlijke SS-lijfwacht, wordt de bunker bewoond door minister van propaganda Joseph Goebbels en zijn gezin. In de Hoofd bunker krijgen ze enkele kamers toegewezen, samen met Hitler's lijfarts Theodor Morell.
- 17 - De verwoeste stad Warschau wordt gezuiverd van Duitse weerstand door Russische eenheden van het 1e Wit-Russische Front. Poolse troepen die aan de zijde van het Rode Leger vechten, zijn betrokken bij de laatste aanvallen. In het noorden trekken Russische troepen van het 2e Wit-Russische Front Modlin binnen. Russische eenheden van het 1e Oekraïense Front bereiken de Silezische grens en rukken op richting Łódź.
- 18 - Russische eenheden van het 2e Oekraïense Front veroveren het oostelijke stadsdeel van Boedapest. Hitler geeft de resterende Duitse troepen het bevel zich terug te trekken en het centrum van de hoofdstad te verdedigen tot de laatste man. De vijf bruggen over de rivier de Donau lopen vast met voertuigen, waardoor het moeilijk is de terugtrekkende troepen en burgers te evacueren. Later die dag vernielen Duitse genisten (onder protest van Hongaarse officieren) de bruggen, waaronder de beroemde 330 meter lange Széchenyi-Kettingbrug.
- 18 - Duitse tankeenheden van het 4e SS-Pantserkorps, onderdeel van Heeresgruppe Süd, voeren een tegenaanval uit richting Székesfehérvár. Ze boeken snelle vorderingen en overrompelen de Russische linies. In verwarring,  dreigen de Russische troepen van het 3e Oekraïense Front omsingeld te worden. Een Duitse voorhoede van de 3e SS-Panzer-Divisie "Totenkopf" en de 5e SS-Panzer-Divisie "Wiking" (uitgerust met 376 tanks) rukt ruim 30 kilometer op en probeert door te breken richting het omsingelde Boedapest.
- 18 - Holocaust: Duitse SS-troepen beginnen met de evacuatie van concentratiekamp Auschwitz. Ruim 60.000 gevangenen, voornamelijk Joden, worden gedwongen naar het concentratiekamp Groß-Rosen in Silezië (voormalig Pruisen) te marcheren; maar liefst 15.000 sterven onderweg. Ongeveer 7.000 gevangenen die te ziek zijn om te verhuizen, worden achtergelaten zonder verzorging of voedsel.
- 19 - Russische eenheden van het 2e Wit-Russische Front veroveren Włocławek, gelegen aan de westoever van de rivier de Wisła. Russische troepen van het 1e Oekraïense Front nemen de steden Łodź, Tarnów en Krakau (de voormalige hoofdstad van Polen) in. Verder naar het zuiden wordt Nowy Sącz ingenomen door Russische troepen van het 4e Oekraïense Front. Duitse eenheden van het 4e SS-Pantserkorps bereiken de Donau bij Dunapentele, waardoor het 3e Oekraïense Front in tweeën worden gesplitst en een deel van de Russische troepen wordt omsingeld.
- 19 - Amerikaanse eenheden van het 6e Leger concentreren hun offensief ten zuiden van het bruggenhoofd op Luzon. Er worden voorbereidingen getroffen om Manilla aan te vallen. Op Mindoro ontstaat er weerstand tegen de Japanse overheersing, terwijl vijandelijke troepen proberen de Amerikaanse opmars naar Calapan te vertragen. Filipijnse guerrillastrijders zijn over op het eiland actief ter ondersteuning van de Amerikaanse troepen. Generaal Tomoyuki Yamashita geeft het bevel aan de Japanese troepen om zich terug te trekken naar de buitenwijken van Manilla.
- 20 - Zak van Colmar: Franse eenheden van het 1e Leger onder leiding van generaal Jean de Lattre de Tassigny beginnen bij Colmar een offensief in de Vogezen. Door zware tegenstand van het Duitse 19e Leger en hevige sneeuwstormen bereiken de Fransen op de eerste dag niet de gestelde doelen. In de Ardennen zetten de Amerikaanse troepen van het 3e Leger de opmars voort, het dorp Brandenburg wordt ingenomen.
- 21 - Russische eenheden van het 2e Wit-Russische Front dringen in Oost-Pruisen tot ruim 20 kilometer door in de Duitse linies. Ze veroveren Tannenberg (de beruchte plek waar de Slag bij Tannenberg in 1914 heeft plaatsgevonden). Russische troepen van het 1e Wit-Russische Front bereiken Konin – op bijna 320 kilometer afstand van Berlijn – via de weg vanuit Warschau. Russische eenheden van het 1e Oekraïense Front zijn ongeveer 30 kilometer Silezië binnengedrongen. Ze bedreigen de steden Breslau en Oppeln.
- 21 - Operatie Hannibal: Admiraal Karl Dönitz geeft het bevel voor een grootscheepse evacuatie over zee van Duitse troepen en burgers uit de Koerland-corridor in Oost-Pruisen en de Poolse-corridor. Naar schatting worden circa 800.000–900.000 Duitse burgers en ruim 350.000 soldaten geëvacueerd voor de oprukkende Russische troepen.
- 22 - Russische eenheden van het 2e Wit-Russische Front bedreigen de Duitse frontlinie in Oost-Pruisen. Ze rukken op richting de steden Elbing en Danzig. Russische troepen van het 3e Wit-Russische Front nemen Insterburg in. Tijdens de opmars in het zuiden veroveren Russische tankeenheden van het 1e Wit-Russische Front Gniezo en rukken ze op richting Poznań. In Hongarije, rukken Duitse tankeenheden van het 4e SS-Pantserkorps verder op (slechts 24 kilometer verwijderd van Boedapest).
- 22 - Na vijf dagen van hevige gevechten hebben geallieerde eenheden de snelweg ten zuiden van Arakan afgesneden. Dit is enige ontsnappingsroute voor de Japanners naar Rangoon. Ondertussen rukken Indiase troepen van het 14e Leger op richting Mandalay. De Japanse Legergroep Birma blijft de geallieerde bruggenhoofden bedreigen.
- 23 - In Düsseldorf komen meer dan dertig Nederlandse dwangarbeiders om het leven tijdens een geallieerd luchtbombardement. In twintig minuten tijd komen er ongeveer 500 brandbommen neer op de Duitse stad. Afkomstig uit negen verschillende landen, zijn er meer dan 150 slachtoffers te betreuren. De Nederlandse dwangarbeiders die bij het luchtbombardement gedood worden, zijn in november 1944 opgepakt bij razzia's. Daarna zijn ze afgevoerd naar verschillende plaatsen in Duitsland om te werken voor de Arbeitseinsatz.
- 24 - Heinrich Himmler, leider van de Waffen-SS, wordt door Adolf Hitler benoemd tot bevelhebber van Heeresgruppe Weichsel, verantwoordelijk voor de verdediging van de Duitse frontlinie van Glogau tot Elbing. Hij mobiliseert zijn Ersatzheer, bestaande uit jongens en mannen tot 60 jaar oud (ookwel de Volkssturm genoemd). Himmler heeft geen ervaring en ook geen enkele aanleg voor een operationeel bevel. Zijn benoeming, argwanend bekeken door de generale staf, wordt algemeen beschouwd als een belediging voor het Duitse opperbevel (OKH).
- 25 - Hongerwinter: Rijkscommissaris Arthur Seyss-Inquart stelt meer voedseltransporten in het vooruitzicht naar hongerend West-Nederland als de treinen weer gaan rijden. Ongeveer 40.000 stadskinderen worden geëvacueerd naar Overijssel, Drenthe, Friesland en Groningen. Met vrachtschepen, autobussen, vrachtwagens, treinen en soms zelfs lopend of fietsend vertekken de kinderen 'naar de boeren'. Daar worden ze na aankomst opgenomen in pleeggezinnen.
- 26 - Omsingelingsslag van Heiligenbeil: Russische eenheden van het 2e Wit-Russische Front bereiken de Oostzee ten noorden van Elbing. Ze snijden de Duitse troepen van Heeresgruppe Nord in Oost-Pruisen af. Restanten van het 3e Pantserleger en het 4e Leger (ongeveer 150.000 man) worden omsingeld. Generaal Friedrich Hossbach (bevelhebber van het 4e Leger) probeert uit te breken met acht divisies en begint een tegenaanval ten westen van Elbing. Duitse troepen dringen bijna 20 kilometer de Russische frontlinie binnen en heroveren Miłakowo.
- 26 - De 19-jarige Audie Murphy, een Amerikaanse sergeant, levert een heldhaftig gevecht bij Holtzwihr, waar hij één uur lang Duitse troepen tegenhoudt in de Zak van Colmar. Daarna voert Murphy een succesvolle tegenaanval uit en drijft de Duitsers terug (terwijl hij gewond is). Hiervoor wordt Murphy onderscheiden met de Medal of Honor. De hoogste Amerikaanse militaire onderscheiding voor heldhaftig of bijzonder gedrag.
- 27 - Russische eenheden van het 1e Baltische Front (onder leiding van maarschalk Ivan Bagramjan) veroveren de havenstad Memel en voltooien de bevrijding van Litouwen. Het Duitse garnizoen trekt zich richting Koningsbergen terug. In Polen, maken Russische troepen van het 1e Wit-Russische Front een omtrekkende beweging bij Poznań – waar het Duitse garnizoen standhoudt. Ze rukken op richting de steden Toruń en Bydgoszcz. In het zuiden,  vestigen Russische troepen van het 1e Oekraïense Front twee bruggenhoofden over de rivier de Oder. De industriesteden Gleiwitz en Katowice worden door de Russen ingenomen.
- 27 - Russische eenheden van het 1e Oekraïense Front bevrijden het inmiddels grotendeels verlaten concentratiekamp Auschwitz in Opper-Silezië. Ze treffen daar ongeveer 7.000 gevangenen aan, de meesten zijn uitgehongerd of ziek door de gevolgen van hun gevangenschap. De Russen vinden circa 600 lijken, 370.000 herenpakken, 840.000 dameskledingstukken en 8 ton mensenhaar. Het Poolse Rode Kruis probeert de overlevenden te helpen met medische zorg en voedsel.
- 28 - Russische eenheden van het 3e Oekraïense Front houden de opmars van het Duitse 4e SS-Pantserkorps tegen en drijven de SS-Panzer-divisies "Totenkopf" en "Wiking" terug. In totaal heeft het legerkorps nu ongeveer 8.000 slachtoffers geleden. Duitse troepen trekken zich westwaarts terug richting het Balatonmeer, waar het Duitse 6e Pantserleger onder leiding van generaal "Sepp" Dietrich zich heeft geconcentreert in afwachting voor een aanstaande tegenaanval.
- 29 - Duitse eenheden van het 4e Leger voeren in Oost-Pruisen tegenaanvallen uit tegen Russische troepen van het 2e Wit-Russische Front. De Duitse zware kruiser Prinz Eugen en torpedobootjagers beschieten Russische posities in Pommeren. Ten zuiden van de Duitse corridor wordt de Heiligenbeil-stelling overrompeld door Russische tankeenheden van het 5e Garde Tankleger. Terwijl Russische troepen van het 1e Wit-Russische Front de versterkte stad Poznań omsingelen.
- 30 - Het Duitse passagiersschip Wilhelm Gustloff met ruim 10.000 gevluchte Duitse burgers (voornamelijk vrouwen en kinderen) en circa 1.500 gewonde soldaten aan boord, wordt door een Russische onderzeeër getorpedeerd. Er komen naar schatting 5.000 tot 8.000 mensen om tijdens de grootste scheepsramp in de geschiedenis.
- 30 - Adolf Hitler spreekt voor de laatste keer via de radio het Duitse volk toe. Hoewel de nederlaag van Duitsland slechts een formaliteit is, eist hij dat elke bekwame Duitse man tot het laatste einde vecht. Hij zegt: "Duitsland heeft nog een kans op de overwinning. Duitse arbeiders, werk! Duitse soldaten, vecht! Duitse vrouwen, wees zo fanatiek als altijd! Geen enkel land kan meer doen."
- 31 - Russische eenheden van het 2e Baltische Front (onder bevel van generaal Andrej Jerjomenko) voeren felle gevechten om Heeresgruppe Kurland te isoleren. De restanten van het Duitse 3e SS-Pantserkorps (waaronder de 4e SS-Pantserbrigade Nederland) worden vanuit de haven Libau in Letland overgeplaatst naar Pommeren. Russische troepen van het 1e Wit-Russische Front bereiken de rivier de Oder bij Zehden.
- 31 - Russische eenheden van het 1e Oekraïense Front vestigen verschillende bruggenhoofden langs de rivier de Oder. Het bruggenhoofd bij Steinau blijft behouden, ondanks hevige Duitse tegenstand van het 4e Pantserleger. Bij Brieg wordt een geconsolideerd bruggenhoofd van 80 kilometer lang door de Russen versterkt. Breslau wordt met anti-tankgrachten en verdedigingswerken veranderd in een onneembare stad.
- 31 - Deze dag in januari is een van de koudste van de eeuw in België. In Spa bereikt de sneeuwlaag een dikte van 49 centimeter. Het kwik bereikt een dieptepunt van −18,3 °C.

februari
- 1 - Russische eenheden van het 2e Wit-Russische Front veroveren Toruń na een belegering van zes dagen. Maarschalk Georgi Zjoekov gelast een gevechtspauze in voor het 1e Wit-Russische Front. Hij laat de Russische troepen die gestationeerd zijn langs de rivier de Oder hergroeperen. Tegelijkertijd worden de Duitse verzetshaarden (waaronder Poznań, Breslau en Toruń) in de achterhoede uitgeschakeld. De Russen breiden hun frontlinie verder uit in het noorden van Pommeren.
- 2 - Jan Feitsma, een NSB'er en procureur-generaal, wordt in Amsterdam door een verzetsman op een fiets op straat neergeschoten. Hij overlijdt enige tijd later aan zijn verwondingen. Als represaille voor deze aanslag fusilleren de Duitsers vijf Amsterdammers.
- 3 - Geallieerde eenheden van het 1e Franse Leger vallen de Zak van Colmar aan en boeken goede vorderingen in de sector. Franse tanks trekken de buitenwijken in en bevrijden de stad. De restanten van het Duitse 19e Leger trekken zich terug over de bruggen bij Breisach en Chalampé. Amerikaanse troepen proberen de Duitsers bij Breisach af te snijden, maar deze hebben zich gegroepeerd tot een viermaal sterkere overmacht. De geallieerden (gesteund door tanks) worden in een hinderlaag gelokt en tot staan gebracht.
- 3 - Slag om Manilla: Amerikaanse eenheden van het 6e Leger (gesteund door Filipijnse guerrilla's) rukken op naar de noordelijke buitenwijken van Manilla en bevrijden de campus van de Universiteit van Santo Tomas. De Japanners hebben dit gebouw veranderd in een interneringskamp voor burgers en de Amerikaanse leger- en marineverpleegsters (bekend onder de naam "Angels of Bataan"). In het kamp zitten ruim 4.000 Britse en Amerikaanse krijgsgevangenen opgesloten.
- 3 - Amerikaanse bommenwerpers (ongeveer 1.400 vliegtuigen) werpen in twee aanvalsgolven ruim 2.300 ton aan brandbommen af op Berlijn. Het tegenwoordig populaire Kreuzberg wordt het zwaarst getroffen. Tijdens het bombardement komen ruim 25.000 burgers om het leven en raken circa 120.000 mensen dakloos. Tienduizenden woningen worden verwoest of zijn onbewoonbaar. De Amerikanen raken ongeveer 50 toestellen kwijt, het bombardement is onderdeel van de geallieerde campagne onder de naam "Thunderclap".
- 4 - Conferentie van Jalta: De geallieerde leiders Winston Churchill, Jozef Stalin en Franklin D. Roosevelt (met militaire en politieke adviseurs) houden een 7-daagse bijeenkomst in Jalta op de Krim. Ze bespreken de naoorlogse reorganisatie van Duitsland en Europa. Tevens beloofd Jozef Stalin (gezamelijk met de geallieerden) zich in de oorlog met Japan te mengen. Na het einde van de Tweede Wereldoorlog zullen de gebieden die na de Russisch-Japanse Oorlog in 1905 zijn verloren, weer onder het gezag van Rusland komen.
- 5 - Operatie Cornflakes: De Amerikaanse luchtmacht beschiet en bombardeert Duitse posttreinen met als doel de Deutsche Reichspost te misleiden. Ze werpen postzakken af met geallieerde propaganda, in opdracht van de Amerikaanse geheime dienst OSS (Office of Strategic Services). Er worden in Duitsland en Oostenrijk ongeveer 320 postzakken met 96.000 poststukken (geadresseerd aan Duitse huishoudens) gedropt in 10 missies van februari tot april 1945.
- 7 - Russische eenheden van het 1e Wit-Russische Front veroveren kleine bruggenhoofden over de rivier de Oder in de Küstrin-sector en in de omgeving van Eisenhüttenstadt. In Pommeren voeren de Russen aanvallen uit bij Answalde en Deutsch Krone, waar zich Duitse verzetshaarden bevinden. In Oost-Pruisen worden de Duitse troepen van het 4e Leger in twee gevechtsgroepen verdeeld: bij Koningsbergen en in het zuiden bij Heiligenbeil (waar ruim 100.000 man standhouden).
- 8 - Russische eenheden van het 1e Wit-Russische Front bevinden zich op slechts circa 90 kilometer van Berlijn. Russische troepen van het 1e Oekraïense Front breken uit het Steinau-bruggenhoofd ten noorden van Breslau. Het 3e Garde-Tankleger overrompelt de Duitse linies van het 4e Pantserleger. Tegen de avond van de eerste dag bevinden de Russische tankspeerpunten zich in de omgeving van Liegnitz en dreigen Breslau te omsingelen. Honderdduizenden Duitse burgers slaan in paniek op de vlucht naar Dresden.
- 8 - Operatie Veritable: Gealleerde eenheden van het Canadese 1e Leger (onder leiding van generaal Henry Crerar) en het Britse 30e Legerkorps (onder leiding van generaal Brian Horrocks) beginnen een offensief tussen de rivieren de Maas en de Waal ten zuiden van Nijmegen. De operatie wordt uitgevoerd door de 21e Legergroep (onder bevel van generaal Bernard Montgomery), tijdens de opmars dringen de geallieerden door tot in het Reichswald. Deze wordt verdedigd door Duitse troepen van het 1e Parachutistenleger.
- 9 - Geallieerde eenheden bereiken de Rijn bij  Millingen, die wordt ingenomen. De opmars wordt gehinderd door modder en overstroomd terrein. Amerikaanse troepen van het 3e Leger vallen aan bij Prüm, terwijl ze ook voortuitgang boeken in het zuiden. De laatste weerstand van de Duitse troepen bij Colmar komt ten einde. Het 19e Leger (circa 50.000 man) trekt zich terug, terwijl de brug bij Chalampé wordt opgeblazen. Het Franse 1e Leger neemt ruim 22.000 Duitsers krijgsgevangen, samen met 80 kanonnen en 70 tanks.
- 10 - Duitse eenheden van het 1e Parachutistenleger beginnen tegenaanvallen op de geallieerde troepen van het Canadese 1e Leger die Kleef en Materborn naderen. Tankeenheden van het Duitse 47e Pantserkorps proberen de geallieerden tegen te houden in het Reichswald. Duitse troepen openen bij Heimbach de Schwammendaueldam, tegenover het Amerikaanse 1e Leger (onder leiding van generaal Courtney Hodges), in een gedeeltelijk succesvolle poging om de opmars van de Amerikaanse troepen te vertragen.
- 10 - Amerikaanse eenheden van het 6e Leger trekken de buitenwijken van Manilla binnen. Japanse troepen bieden hevig verzet en richten zich met toenemende wreedheid op de Filipijnse burgers. Ze plegen de komende weken meerdere gewelddadigheden, later bekend als het Bloedbad van Manilla. De Japanners maken zich schuldig aan geweldadige verminkingen en verkrachtingen. De bloedbaden vinden plaats in scholen, ziekenhuizen en kloosters (waaronder de Santo Domingo Church en de Kathedraal van Manilla). Volgens bronnen bedraagt het dodental tijdens het bloedbad rond de 100.000 slachtoffers, waarvan het merendeel wordt toegeschreven door Japanse troepen.[1]
- 11 - Russische eenheden van het 2e en 3e Oekraïense Front lanceren bij Boedapest een aanval vanuit drie richtingen. Russische artillerie beschiet de Duits-Hongaarse troepen, die gelegerd zijn in het centrum van de hoofdstad. Ondanks het tekort aan munitie- en voedselvoorraden weigeren de Duitsers zich over te geven. Tijdens de belegering deserteren duizenden Hongaarse soldaten en sluiten zich aan bij de Russen. Ze vormen later de beruchte Hongaarse eenheid genoemd het "Boeda-vrijwilligersregiment".
- 11 - In Boedapest geeft generaal Karl Pfeffer-Wildenbruch, commandant van het Boedapest-garnizoen, orders tot een uitbraak. Ongeveer 30.000 Duitse en Hongaarse troepen (vergezeld door burgers) proberen te ontsnappen via de "Italiaanse Boulevard". Helaas voor de vluchtelingen wachten de Russen hen op in voorbereide posities op het Kálmán Széllplein. Ondanks zware verliezen slagen vijf- tot tienduizend mensen erin de beboste heuvels van Boedapest te bereiken en te ontsnappen richting Wenen. Ongeveer 700 Duitse en Hongaarse soldaten bereiken de Duitse linies. Pfeffer-Wildenbruch en zijn staf worden gevangengenomen door Russische troepen wanneer ze uit een tunnel komen die vanaf de Citadel van Boedapest loopt.[2]
- 11 - De conferentie van Jalta wordt besloten. Er wordt overeenstemming bereikt inzake de instelling van een voorlopige Poolse regering, vrije verkiezingen in Polen en de vaststelling van de Poolse oostgrens; de westgrens wordt niet vastgesteld. Verder worden de geallieerde leiders het eens over de indeling van een militair bestuur en vier bezettingszones in Duitsland. In ruil van de deelname van Rusland in de oorlog tegen Japan, krijgt het Zuid-Sachalin, de Koerilen en militaire steunpunten in Mantsjoerije toegewezen.
- 12 - Russische eenheden van het 1e Oekraïense Front breken door de Duitse linies over een afstand van circa 150 kilometer en omsingelen Glogau (met een garnizoen van ruim 4.000 man). Ondertussen houdt Breslau nog steeds stand – waardoor de Russische troepen niet langs de rivier de Oder kunnen oprukken. Generaal Ferdinand Schörner (bevelhebber van Heeresgruppe Mitte) maakt zich zorgen over het Russische bruggenhoofd tussen Ohlau en Brieg, waar de Russen twee legers hebben gestationeerd. Hierdoor kunnen de Russische troepen de communicatie- en aanvoerlijnen van Heeresgruppe Mitte bedreigen.
- 12 - Geallieerde eenheden van het Britse 14e Leger vestigen een tweede reeks bruggenhoofden over de rivier de Irrawaddy. In het zuiden bereiken Britse troepen van het 4e Legerkorps de Irrawaddy in de Magway-sector en bereiden zich voor om de rivier over te steken. Ondertussen zijn Chinese en Amerikaanse troepen van het Chinese expeditieleger, die zuidwaarts oprukken richting Lashio, verwikkeld in felle gevechten met Japanse troepen. De stad ligt aan de strategische Birmaweg, die Birma verbindt met China.
- 13 - Na een belegering van bijna twee maanden geeft het Duitse garnizoen van Boedapest zich over aan de Russische troepen van het 2e en 3e Oekraïense Front. Meer dan 100.000 Duitse en Hongaarse soldaten worden krijgsgevangen gemaakt. Boedapest ligt grotendeels in puin, meer dan 80 procent van de gebouwen zijn verwoest of beschadigd. Alle zeven bruggen over de rivier de Donau zijn verwoest. De Russische opmars van de Oder naar de rivier de Neisse gaat onverminderd door, met de inname van Bunzlau.
- 13 - Duitse eenheden van het 3e SS-Pantserkorps (waaronder de restanten van de 4e SS-Pantserbrigade "Nederland") arriveren aan het front in Pommeren. Meer dan dertig schepen zijn er nodig om de Duitse troepen vanuit het Koerland te transporteren naar de Heeresgruppe Weichsel. De Nederlandse brigade wordt bij Stettin gezamelijk met eenheden van de Sturmbrigade Langemarck, Sturmbrigade Wallonien (onder bevel van kolonel Léon Degrelle) en Sturmbrigade Nordland ingedeeld bij het Duitse 3e Pantserleger.[3]
- 13 - Hongerwinter: De secretaris-generaal voor landbouw en visserij Hans Hirschfeld (waarnemend) publiceert een regeling voor de verdeling van brood, margarine en grutterswaren, beschikbaar gesteld door het Zweedse Rode Kruis, in westelijk Nederland. In de haven van Delfzijl worden drie Zweedse schepen gelost met voedselhulp. Daarbij is ook het meel waarvan door Nederlandse bakkers het Zweeds wittebrood wordt gebakken.
- 14 - Bombardement op Dresden: Britse en Amerikaanse bommenwerpers (ongeveer 1.300 toestellen) bombarderen Dresden met duizenden brandbommen. Het bombardement veroorzaakt een vuurstorm die 7 dagen en 8 nachten aanhoudt (uiteindelijk wordt 6,5 vierkante kilometer van de stad verwoest). Naar schatting komen ruim 25.000 tot 100.000 mensen om het leven, waaronder duizenden Silezische vluchtelingen. Onder de getuigen van het bombardement bevindt zich de 22-jarige Kurt Vonnegut, een Amerikaanse krijgsgevangene en later erkend schrijver, van de bestseller Slachthuis vijf. Vonnegut overleefd het bombardement in een opslagplaats van het slachthuis, waar hij gevangen zit.
- 14 - Geallieerde eenheden van het Canadese 1e Leger verdrijven de laatste Duitse troepen uit het Reichswald aan de rechterflank van de Britse 21e Legergroep. Ze bereiken de zuidoever van de Rijn, tegenover Emmerich. Het is zeer moeilijk om voorraden over slecht begaanbare wegen te vervoeren. De tanks van het Britse 30e Legerkorps lopen vast in de modder en rukken moeizaam op. In het zuiden hergroeperen Amerikaanse troepen van het 9e Leger zich ter voorbereiding voor de aanstaande aanval over de Rijn.
- 14 - Roosevelt heeft aan boord van de Amerikaanse zware kruiser Quincy op het Grote Bittermeer in Egypte een ontmoeting met koning Abdoel Aziz al Saoed. De bespreking legt de basis voor de toekomstige betrekkingen tussen Saoedi-Arabië en de Verenigde Staten. Ze spreken o.a. over veiligheidsmaatregelen voor het Midden-Oosten en de mogelijke oprichting van een Joodse staat in het Britse mandaatgebied Palestina.
- 15 - Duitse eenheden van Heeresgruppe Weichsel beginnen een tegenaanval in Noord-Pommeren. Duitse tanks van het 3e Pantserleger breken bij Arnswalde door de frontlinies van het 1e Wit-Russische Front en heroveren Pyritz. Russische troepen van het 1e Oekraïense Front sluiten ten westen van Breslau de toegangswegen af en omsingelen het Duitse garnizoen (ongeveer 35.000 man). Het Russische 3e Garde-Tankleger wordt naar het zuiden omgeleid om ondersteuning te bieden bij de omsingeling van de stad.
- 16 - Amerikaanse troepen landen op Corregidor in de Baai van Manilla. Ze stuiten op hevige Japanse weerstand – verdedigd door het garnizoen (ongeveer 5.000 man) gestationeerd in de tunnels en geschutsopstellingen van het eiland. Sinds de strijd om Luzon hebben de Amerikanen ruim 3.200 ton bommen op Corregidor gedropt. Amerikaanse troepen van het 6e Leger rukken het centrum van Manilla binnen, met als doelwit Intramuros, een versterkte positie nabij de haven. Er zijn een paar versterkte steunpunten die moeten worden ingenomen: na hevige gevechten veroveren Amerikaanse troepen het Rizal Baseball Stadium, dat door de Japanners is omgebouwd tot een munitiedepot.[4]
- 16 - Britse bommenwerpers (ongeveer 900 vliegtuigen) van RAF Bomber Command werpen ongeveer 2.600 ton aan brandbommen af op Berlijn. Ondanks het slechte zicht worden belangrijke centra van de oorlogsindustrie geraakt, waaronder het Siemensstadt gebied. Ook de Daimler-Benz Werke in Kreuzberg en Charlottenburg worden zwaar getroffen. Er komen tienduizenden burgers om het leven en de Britten raken ruim 40 toestellen kwijt. Het bombardement is een onderdeel van de RAF-operatie "Slag om Berlijn".
- 17 - Operatie Südwind: Duitse tankeenheden van het 1e SS-Pantserkorps Leibstandarte (onder bevel van generaal Hermann Priess) en het Pantserkorps Feldhernhalle (gezamelijk ruim 280 tanks) vallen bij Esztergom het Russische bruggenhoofd aan langs de westoever van de rivier de Hron. Om te voorkomen dat het 2e Oekraïense Front het als uitvalsbasis gaat gebruiken voor aanvallen op Bratislava en Wenen. Ondertussen geeft Stavka (het Russische opperbevel) generaal Georgi Zjoekov opdracht om Russische troepen van het 1e Wit-Russische Front naar het noorden te sturen en samen met het 2e Wit-Russische Front de tegenaanval van Heeresgruppe Weichsel tegen te houden.
- 17 - Geallieerde eenheden van het Britse 14e Leger breiden de bruggenhoofden verder uit. Britse troepen van het 4e Legerkorps breken uit en rukken op richting Meiktila. De Japanners voeren een tegenaanval uit, maar worden na felle gevechten gedwongen in Mandalay verdedigingsposities in te nemen. In de omgeving wordt een netwerk van tunnels en grotten gebouwd. De geallieerden proberen met luchtaanvallen (gebruikmakend van napalm) het ondergrondse systeem te vernietigen.
- 18 - Geallieerde eenheden van het Canadese 1e Leger vallen de stad Goch aan. Een Duitse verdedigingslinie met een scherm van 8,8cm-Flakgeschut houdt de geallieerde opmars tegen. Tegenaanvallen van Kampfgruppe Hauser (ondersteund met 90 tanks) in samenwerking met de 116e Pantserdivisie en de Panzer-Lehr-Divisie drijft de Canadezen terug. Tijdens de gevechten die twee dagen duren sneuvelen vele Canadese troepen in de omgeving van Goch. Ondertussen wordt de Westwall (ookwel de Siegfried-linie genoemd) ten noorden van Echternach doorbroken door Amerikaanse troepen van het 1e Leger.
- 19 - Slag om Iwo Jima: Amerikaanse eenheden van het 5e Amfibische Legerkorps (ongeveer 30.000 man) landen op Iwo Jima. Na hevige gevechten, waarbij de Amerikanen bijna 2.000 man verliezen, trekken ze noordwaarts om de drie vliegvelden op het eiland (waarvan de derde nog in aanbouw is) te veroveren. De 5e Mariniersdivisie krijgt de zware taak om de berg Suribachi in te nemen. Generaal Tadamichi Kuribayashi, die het bevel voert over het Japanse garnizoen (ruim 12.000 man), heeft een sterke verdediging opgezet. Het eiland is versterkt met artillerie (ingebouwd in betonnen bunkers), mortieren en een uitgebreid netwerk van ondergrondse gangen. Iwo Jima is strategisch belangrijk, omdat het eiland als basis voor luchtaanvallen op Japan gebruikt kan worden.
- 20 - Berlijn wordt bedreigd door de opmars van de Russische eenheden van het 1e Wit-Russische Front en het 1e Oekraïense Front langs de rivier de Wisła. Russische troepen in de omgeving van Elbing en Marienburg proberen de frontlinie te doorbreken naar Danzig. Onder de Duitse troepen die de opmars tegenhouden, bevinden zich die van Heeresgruppe Weichsel. De dreiging van de Russen doet Hitler besluiten dat het grootste deel van de Duitse reserves naar de frontlinie langs de rivier de Oder wordt gestuurd.
- 21 - Amerikaanse eenheden van het 6e Leger hebben alle Japanse weerstand op Bataan uitgeschakeld. Op Corregidor gaat de strijd onverminderd door, een Japanse uitbraakpoging (mogelijk een zelfmoordactie) om zich met explosieven uit het tunnel complex ("Malinta Tunnel") te bevrijden, loopt volledig mis wanneer tonnen TNT voortijdig ontploffen. In Manilla nemen Amerikaanse troepen de meeste versterkte steunpunten in. Ze vallen het Manila Hotel aan, gesteund door een peloton Sherman-tanks. De Japanners (uitgeput door hevige straatgevechten) worden gedwongen zich terug te trekken naar Intramuros.[5]
- 22 - Geallieerde eenheden van het Canadese 1e Leger veroveren Goch na hevige gevechten. Britse troepen van de 51e (Highland) Infanteriedivisie rukken op richting de Rijn, ondersteund door een gemechaniseerde bagagetrein van het 30e Legerkorps. Deze bestaat o.a. uit bulldozers, Kangaroos en Churchill Crocodile-vlammenwerpertanks. De opmars verloopt traag tegen de betonnen Duitse verdedigingswerken. Duitse troepen van het 1e Parachutistenleger trekken zich terug naar versterkte posities aan de Niers.
- 23 - Operatie Grenade: Amerikaanse eenheden van het 1e en het 9e Leger (onder bevel van generaal William Simpson) beginnen een offensief langs de rivier de Roer. Meer dan 1.500 kanonnen beschieten de Duitse stellingen langs de frontlinie. Amerikaanse eenheden (twee divisies) steken met aanvalsboten de rivier over tussen Linnich en Düren. Duitse troepen van het 15e Leger proberen tevergeefs tegenstand te bieden. Aan het einde van de dag bezetten de Amerikanen een bruggenhoofd van circa 6 kilometer.
- 23 - De versterkte stad Poznań wordt door Russische troepen verovert na een 28 dagen durende belegering. Russische eenheden van het 1e Oekraïense Front voltooien hun opmars van de rivier de Oder ten noorden van Breslau naar de rivier de Neisse. Het winterweer in Silezië (waarbij het overdag tot -15 graden kan vriezen) zorgt ervoor dat de Russen het offensief niet kunnen hervatten. Het Duitse garnizoen van Breslau weigert zich over te geven, de burgerbevolking lijdt zwaar onder de Russische belegering.
- 23 - Amerikaanse troepen van de 5e Mariniersdivisie veroveren de berg Suribachi op Iwo Jima. Na hevige gevechten wordt de Amerikaanse vlag op de top gehesen. Ten noorden van het eiland rukken Amerikaanse eenheden van het 5e Amfibische Legerkorps langzaam op tegen de Japanse verdedigingsstellingen. Ondertussen veroveren Amerikaanse troepen het zwaar verwoeste Manilla na dagenlange gevechten. Het Japanse garnizoen (circa 1.000 man) blijft op sommige steunpunten in het centrum doorvechten.
- 24 - Pommerenoffensief: Russische eenheden van het 2e Wit-Russische Front beginnen een offensief om de Duitse troepen van Heeresgruppe Weichsel te verdrijven uit Noord-Pommeren. Na felle tegenstand wordt de Duitse frontlinie door Russische troepen (ondersteund door het 1e Wit-Russische Front) overrompeld en doorbroken. Duitse eenheden van het 3e Pantserleger onder bevel van generaal Erhard Raus (waaronder de 4e SS-Pantserbrigade "Nederland") worden teruggedrongen achter de rivier de Oder.
- 25 - Amerikaanse eenheden van het 1e Leger veroveren Düren. Andere bruggenhoofden over de rivier de Roer bij Jülich worden door het Amerikaanse 9e Leger verder uitgebreid. In het zuiden, steken Amerikaanse troepen van het 3e Leger (onder leiding van generaal George Patton) de rivier de Saar over en rukken op naar Saarburg. Veldmaarschalk Walter Model, bevelhebber van Heeresgruppe B, stuurt zijn laatste reserves (9e en 11e Pantserdivisie) van het Duitse 15e Leger om de Amerkanen tegen te houden.
- 26 - Amerikaanse bommenwerpers (ongeveer 1.200 vliegtuigen) werpen circa 3.000 ton aan bommen af op Berlijn. Tijdens het bombardement worden de gestelde doelen, drie treinstationcomplexen zwaar getroffen. De Amerikanen verliezen ruim 20 toestellen (waaronder 7 escortejagers). In de nacht vallen Britse Mosquito-jachtbommenwerpers (ongeveer 20 vliegtuigen) ook Berlijn aan. Geleid door het licht van de branden, voeren ze een succesvol bombardement uit. Alle toestellen keren veilig terug naar Engeland.
- 27 - Geallieerde eenheden van het Canadese 1e Leger nemen Kalkar en Uedem in. Tijdens de opmars bereiken ze de Rijn ten noordoosten van Kalkar. Geallieerde troepen binden Duitse reserves vast aan het front, waardoor een Amerikaanse doorbraak (die ondersteund wordt door tanks) in de zuidelijke frontsector mogelijk is. Het Amerikaanse 9e Leger heeft drie legerkorpsen over de rivier de Roer gezet en heeft een bruggenhoofd van circa 40 kilometer verovert. Amerikaanse troepen rukken op naar Düsseldorf.
- 28 - In Boekarest vindt een gewelddadige demonstratie plaats, een groep van bolsjewieken opent het vuur op de politie en demonstranten. Als reactie hierop bezetten Russische troepen het hoofdkwartier van het Roemeense leger. Andrej Vysjinski, Russische vicecommissaris van Buitenlandse Zaken, reist naar Boekarest om koning Michaël I te dwingen om premier Nicolae Rădescu te ontslaan en te vervangen door Petru Groza. Jozef Stalin stelt deze eis van de overdracht van Noord-Transsylvanië aan Roemenië.

maart
- 1 - Amerikaanse eenheden van het 9e Leger bevrijden de steden Roermond en Venlo. Amerikaanse troepen van de 29e Infanteriedivisie ("Blue and Grey") veroveren Mönchengladbach en rukken op naar de Rijn. Ondertussen rukt het Canadese 1e Leger met vertraging op richting Geldern. Britse troepen van de 53e Infanteriedivisie worden tegengehouden door antitankgrachten en betonnen fortificaties. Gesteund door tanks van het Britse 30e Legerkorps, worden de Duitse troepen gedwongen zich terug te trekken.
- 1 - Operatie Lumberjack: Amerikaanse eenheden van het 1e Leger beginnen een offensief en zuiveren de westelijke oever van de rivier de Roer richting Keulen. Ze proberen contact te maken met het Amerikaanse 3e Leger langs de rivier de Ahr. De volgende voorbereidingen worden getroffen door generaal Bernard Montgomery, hij geeft bevel voor een gezamelijke rivieroversteek van de Rijn van geallieerde troepen bij Wezel (met behulp van parachutisten) en Amerikaanse troepen van het 3e Leger naar Frankfurt.
- 1 - In Eindhoven verschijnt Het Vrije Volk, een voortzetting van het vooroorlogse socialistisch dagblad Het Volk. Als hoofdredacteur wordt Klaas Voskuil benoemd en onder zijn leiding beleefd het dagblad zijn grootste bloei. Met meer dan 325.000 abonnees en ongeveer 40 edities verspreid over het gehele land, is de krant de komende jaren de grootste van Nederland.
- 2 - Amerikaanse eenheden van het 1e Leger vervolgen hun opmars naar Keulen. Er zijn acht bruggen over de Rijn langs het front, Duitse troepen van het 15e Leger krijgen de opdracht om deze allemaal te laten opblazen. Generaal William Simpson stelt een amfibische oversteek over de rivier ten noorden van Düsseldorf voor, maar de geallieerde opperbevelhebber Dwight Eisenhower weigert dit plan. Ondertussen hebben Amerikaanse troepen van het 9e Leger in twee weken tijd meer dan 80 kilometer afgelegd.
- 3 - De Engelsen willen een luchtbombardement uitvoeren op een opslag van V2-raketten. Maar de bommen komen terecht op het Haagse Bezuidenhout. Onder de doden is de zanger Koos Speenhoff.
- 4 - De Amsterdamse Ida Peerdeman krijgt de eerste verschijning van de Vrouwe van alle volkeren.
- 7 - De Amerikaanse generaal Omar Bradley trekt over de Rijnbrug van Remagen.
- 9 - De Japanners nemen de controle over in Indochina. Keizer Bảo Đại verklaart het protectoraatsverdrag met Frankrijk van 1884 ongeldig.
- 10 - Het bombardement op Tokio veroorzaakt een vuurstorm die aan zo'n 100.000 mensen het leven kost.
- 15 - Juan José Arévalo wordt de eerste democratisch gekozen president van Guatemala.
- 18 - De Japanse bezetters stellen koning Norodom Sihanouk aan als hoofd van de regering van Cambodja.
- 19 - Adolf Hitler geeft bevel tot vernietiging van alle openbare werken en voorzieningen in Duitsland waar de oprukkende geallieerden gebruik van zouden kunnen maken: het zogenaamde Nero-bevel.
- 22 - Oprichting van de Arabische Liga te Caïro. Eerste secretaris-generaal: Abdul Azzem (Egypte).
- 31 - Aan de Meppelerstraatweg in Zwolle worden vijf verzetsstrijders gefusilleerd.

april
- 1 - Doetinchem wordt door de Canadezen bevrijd, Enschede door de Engelsen.
- 6 - De Georgische dwangsoldaten van de Duitse Wehrmacht op Texel komen in opstand. Begin van de 'Russenoorlog'.
- 8 - Zutphen wordt door de Canadezen bevrijd.
- 10 - Deventer wordt door de Canadezen bevrijd.
- 11 - Kamp Erika nabij Ommen wordt bevrijd.
- 12 - Canadese militairen bevrijden Kamp Westerbork.
- 12 - Mildam wordt bevrijd door Canadese troepen, als eerste dorp in de gemeente Heerenveen.
- 12 - De plotselinge dood van de Amerikaanse president Roosevelt geeft de Duitsers nieuwe hoop.
- 13 - Meppel wordt door de Canadezen bevrijd.
- 14 - De strijd om de stad Groningen barst los.
- 15 - Opening van Flamingo Airport op Bonaire.
- 16 - Bevrijding van het concentratiekamp Buchenwald.
- 17 - Hannie Schaft, het meisje met het rode haar, wordt door Duitse soldaten doodgeschoten.
- 17 - De Duitsers zetten de Wieringermeer onder water.
- 17 - Ede wordt bevrijd door de Canadezen
- 19 - Kamp Amersfoort wordt overgedragen aan het Rode Kruis.
- 20 - Nijkerk wordt bevrijd door het Canadese leger.
- 20 - Op zijn 56e verjaardag verlaat Adolf Hitler zijn Führerbunker voor de laatste maal om een groep soldaten van de Hitlerjugend te onderscheiden.
- 22 - In zijn bunker in Berlijn geeft Adolf Hitler aan zijn generaals toe dat de oorlog verloren is. Hij geeft daarbij ook alle militaire leiding uit handen.
- 23 - Rijksminister Heinrich Himmler vraagt de Zweedse diplomaat Folke Bernadotte buiten medeweten van Hitler om een capitulatieaanbod voor het westelijk front over te brengen aan de westelijke geallieerden. Bernadotte verklaart zich pas bereid als Himmler er ook Noorwegen bij doet.
- 25 - Russische en Amerikaanse troepen ontmoeten elkaar bij Torgau aan de Elbe.
- 27 - De Zweedse graaf Folke Bernadotte brengt Himmler het antwoord van president Truman en premier Churchill. Alleen een volledige capitulatie op alle fronten wordt door hen geaccepteerd.
- 28 - Mussolini en zijn maîtresse Clara Petacci worden door partizanen gefusilleerd. Hun lijken worden ondersteboven opgehangen aan een lantaarnpaal.
- 28-29 - Fusiegesprekken tussen het BVV en een aantal onafhankelijke linkse vakverenigingen leiden tot de oprichting van het socialistische Algemeen Belgisch Vakverbond.
- 29 - In de Führerbunker in Berlijn trouwt Adolf Hitler met zijn minnares Eva Braun.
- 29 - Amerikaanse troepen bevrijden het concentratiekamp Dachau.
- 30 - Adolf Hitler pleegt na een paar uur te zijn getrouwd, gezamenlijk met zijn vrouw Eva Braun zelfmoord in zijn bunker. Hij neemt gif in en schiet zich een kogel door het hoofd.
- 30 - Rijkscommissaris Seyss-Inquart sluit met de geallieerden het Akkoord van Achterveld over voedseldroppings boven bezet Nederland.

mei
- 1 - Joseph Goebbels, de nieuwe Duitse rijkskanselier, pleegt zelfmoord. Admiraal Karl Dönitz aanvaardt het ambt van Rijkspresident van Duitsland als opvolger van Adolf Hitler.
- 2 - Berlijn geeft zich over. Russische soldaten planten de Russische vlag op het Rijksdaggebouw te Berlijn. Ook Hamburg valt. De Duitse troepen in Italië en in delen van Oostenrijk geven zich over.
- 3 - Koningin Wilhelmina keert terug uit ballingschap; zij neemt voorlopig haar intrek in een villa nabij Breda.
- 3 - De Duitse passagiersschepen Cap Arcona, Thielbek en Deutschland IV, met aan boord duizenden gevangenen van het concentratiekamp Neuengamme, worden in de Lübecker Bocht door Britse bommenwerpers tot zinken gebracht.
- 4 - De Duitse admiraal Von Friedeburg biedt de capitulatie aan van de Duitse strijdkrachten in Noordwest-Europa. De capitulatie zal de volgende dag om 8 uur 's ochtends in gaan. Einde van de Tweede Wereldoorlog voor Nederland.
- 5 -  De Canadese generaal Foulkes ontbiedt de Duitse generaal Blaskowitz naar Hotel De Wereld in Wageningen, en overlegt met hem over de uitwerking van de capitulatie.
- 5 - Begin van de Praagse Opstand.
- 6 - Generaal Blaskowitz ondertekent in de boerderij Nudo in het gehucht Nude bij Wageningen een uitwerkingsovereenkomst waarin voor de Duitse troepen in Nederland nadere bepalingen zijn opgenomen inzake de capitulatie van 4 mei.
- 7 - Generaal Alfred Jodl tekent in Reims de onvoorwaardelijke overgave van nazi-Duitsland.
- 7 - Bloedbad op de Dam in Amsterdam waarbij 22 doden en 120 gewonden vallen.
- 8 - Bevrijding van het concentratiekamp Mauthausen.
- 8 - Maarschalk Wilhelm Keitel tekent in Berlijn eveneens de onvoorwaardelijke overgave van nazi-Duitsland.
- 8 - Om 23:01 uur MET is het einde van de Tweede Wereldoorlog in Europa officieel een feit.
- 9 - Bevrijding van Praag door Russische troepen. Officieel einde van de Tweede Wereldoorlog voor Tsjecho-Slowakije.
- 9 - Het binnenvaartschip Joanna, met aan boord Nederlandse dwangarbeiders die net waren bevrijd op het Waddeneiland Wangerooge, loopt in het zicht van de haven van Delfzijl nabij Spijk op een mijn. 38 of 39 mensen komen om het leven.
- 10 - Veenendaal wordt als laatste Nederlandse gemeente op het vasteland bevrijd
- 13 - Executie van Rainer Beck en Bruno Dörfer wegens desertie door gevangen Duitse troepen in een bunker bij Amsterdam, met goedkeuring en wapens van de Canadezen.
- 18 - De Tsjecho-Slowaakse president Edvard Beneš keert terug uit ballingschap en hervat de regering met het uitvaardigen van de Beneš-decreten. Begonnen wordt met de verdrijving van de Duitsers en Hongaren uit Sudetenland.
- 20 - Texel wordt bevrijd.
- 23 - De Britse autoriteiten in Noord-Duitsland arresteren in Flensburg de Duitse topleiding. Onder de gevangenen bevinden zich:  RijkspresidentKarl Dönitz, veldmaarschalk Wilhelm Keitel, rijksminister Albert Speer en Alfred Rosenberg. SS-leider Heinrich Himmler, die geen deel uitmaakt van de regering-Dönitz, pleegt met behulp van een cyanidecapsule zelfmoord nadat hij zich aan Britse ondervragers heeft bekendgemaakt.
- 30 - De Vlaamse Irma Laplasse wordt wegens verraad in de gevangenis van Brugge terechtgesteld.

juni
- 7 - Oskar Dirlewanger, de voormalige commandant van de SS-Sturmbrigade Dirlewanger, wordt in Franse krijgsgevangenschap door Poolse bewakers doodgeslagen uit wraak voor zijn optreden tijdens de Opstand van Warschau.
- 24 - In Nederland treedt het "kabinet van herstel en vernieuwing" aan, onder leiding van Wim Schermerhorn en Willem Drees.
- 26 - De Grote Vijf ondertekenen het Handvest van de Verenigde Naties. Oprichting van de VN.
- 28 - In de haven van Rotterdam breken wilde stakingen uit.
- 29 - Aan boord van een binnenvaartschip keert De Nachtwacht terug in Amsterdam na een "onderduik" in een Limburgse grot.
- Eerste aanslag op de IJzertoren in Diksmuide (België).

juli
- 6 - Intocht van koningin Wilhelmina in Den Haag.
- 6 - De Amerikaanse en Britse regeringen trekken de erkenning in van de Poolse regering in ballingschap. Daarmee voeren ze een afspraak uit met de Sovjet-Unie, die het "Comité van Lublin" als Poolse regering naar voren heeft geschoven.
- 8 - De Nederlandse onderzeeboot O 19 loopt vast op Laddrif en wordt twee dagen later vernietigd door de Amerikaanse onderzeeboot Cod.
- 10 - De Amerikaanse regering draagt de bezettingsmacht in het huidige Rijnland-Palts over aan Frankrijk.
- 15 - Leopold III, koning der Belgen, wil een volksraadpleging alvorens af te treden (Koningskwestie).
- 16 - Eerste atoomproef in de woestijn van Nieuw-Mexico.
- 17 - Openingszitting van de Conferentie van Potsdam.
- 25 - Labour wint de Britse verkiezingen. Clement Attlee volgt Winston Churchill op als eerste minister.

augustus
- 6 - Amerika werpt een atoombom op de Japanse stad Hiroshima.
- 8 - Op de valreep verklaart de Sovjet-Unie de oorlog aan Japan.
- 9 - Amerika werpt een tweede atoombom op de Japanse stad Nagasaki.
- 9 - De Sovjet-Unie start met Operatie Augustusstorm: 1,5 miljoen man trekt Mantsjoerije (Mantsjoekwo), Binnen-Mongolië (Mengjiang), Zuid-Sachalin (Karafuto) en Noord-Korea binnen.
- 14 - Bekendmaking in Batavia van de samenstelling van een Voorbereidend Comité voor de Indonesische Onafhankelijkheid, waarvan de 21 leden door het Japanse bestuur zijn benoemd.
- 15 - Keizer Hirohito zegt in een radiorede dat de "verklaring van Potsdam" door Japan wordt geaccepteerd.
- 17 - In Nederlands-Indië roepen Soekarno en Hatta de Repoeblik Indonesia uit.
- 31 - Nederland viert weer in vrijheid Koninginnedag. Opgevoerd wordt een massaschouwspel onder leiding van Carel Briels: 'Nederland herdenkt 1940-1945: Drama der bezetting '. De teksten zijn geschreven door de studioleider van Radio Oranje: A. den Doolaard.

september
- 2 - Japan tekent zijn capitulatie: einde van de Tweede Wereldoorlog.
- 2 - Hồ Chí Minh roept de onafhankelijke Democratische Republiek Vietnam uit.
- De eerste Britten landen op Java.
- 18 - Eindhoven viert de eerste verjaardag van zijn bevrijding met de eerste lichtjesdag.
- 20 - De SS-hoofdarts in het concentratiekamp Auschwitz, Eduard Wirths, pleegt zelfmoord in Britse gevangenschap.
- 24 - Het Verenigd Koninkrijk speelt het conflict over het mandaatgebied Palestina door naar de Volkenbond.
- 24 - In Saigon breken grootschalige gevechten uit tussen de Fransen en Vietnamese onafhankelijkheidsstrijders. Steun van de Vietminh verandert deze in een daadwerkelijke opstand.

oktober
- 5 - Oprichting van het Tentara Keamanan Rakjat, het nationale leger van de Republik Indonesia. Stafchef wordt Oerip Soemohardjo en opperbevelhebber generaal Soedirman.
- 10 - De Palmach, een speciale legereenheid van de Hagana, valt in de nacht van 9 op 10 oktober het Interneringskamp Atlit in het Britse Mandaatgebied Palestina binnen en bevrijdt alle 208 joodse gedetineerden.
- 14 - Na hevige strijd bezetten Britse troepen Semarang.
- 15 - Het bloedbad in de Simpangclub vindt plaats te Soerabaja tijdens de Bersiap.  Een groot aantal Nederlanders en Indische Nederlanders wordt door nationalistische Pemoeda's vermoord.
- 17 - Een menigte arme Argentijnen dwingt de vrijlating af van generaal Juan Domingo Peron, die op beschuldiging van samenzwering is geïnterneerd.
- 25 - Taiwan komt onder gezag van de Chinese Republiek.
- 27 - Eerste verschijning van Weekblad Elsevier.
- 31 - De luitenant-gouverneur-generaal van Nederlands-Indië, Hubertus van Mook, spreekt met de leiders van de Republik Indonesia. Dit is in strijd met zijn instructies uit Den Haag.
- 31 - Samen met haar moeder vestigt Audrey Hepburn zich in Amsterdam om danslessen te nemen bij Sonia Gaskell.

november
- De Amerikaanse generaal Douglas MacArthur ontmantelt de Kempeitai, de Japanse militaire politie.
- 6 - Nederland aanvaardt het Handvest van de Verenigde Naties.
- 10 - Begin van de Strijd om Soerabaja daags na een Brits ultimatum om de gijzelaars vrij te laten en de leiders van de Pemoedabeweging uit te leveren.
- 11 - Tito behaalt een verpletterende overwinning bij de verkiezingen in Joegoslavië.
- 14 - Soetan Sjahrir wordt de eerste minister-president van Indonesië en vormt het kabinet-Sjahrir I.
- 20 - Begin van het Proces van Neurenberg.
- 27 - Op de Erebegraafplaats Bloemendaal wordt Hannie Schaft herbegraven in aanwezigheid van koningin Wilhelmina. Daarmee is de herbegrafenis voltooid van 241 verzetsmensen, die in de duinen waren geëxecuteerd.
- 27 - Begin van het proces tegen Anton Mussert.

december
- 2 - De Arabische Liga roept op tot een boycot van de joden in Palestina.
- 11 - In Het Parool begint Kapitein Rob aan zijn "spannende en vreemde avonturen".
- 13 - In de strafgevangenis van Scheveningen verhangt de oorlogsmisdadiger Robert van Genechten zich, twee maanden na het doodvonnis tegen hem.
- 13 - De Parijse gemeenteraad besluit de 177 legale bordelen te sluiten.
- 16 - De Japanse oud-premier Fumimaro Konoe pleegt zelfmoord.
- 19 - Suske en Wiske, de stripreeks van Willy Vandersteen, verschijnt voor het eerst in de krant.
- 27 - Het eiland Schiermonnikoog wordt als "vijandelijk vermogen" officieel onteigend door de staat der Nederlanden. De laatste eigenaar was Berthold Eugen Graaf von Bernstorff. Pas weken na de Duitse capitulatie in mei 1945 hadden Canadese troepen de laatste Duitsers van het eiland gehaald (onder hen was een grote groep - uit de stad Groningen gevluchte - SS'ers en SD'ers).
- 27 - België wordt lid van de Verenigde Naties.
- ? - Een Egyptische boer vindt op een oud kerkhof een kruik met daarin de Nag Hammadigeschriften.

## Theater
- Oprichting van het poppentheater Ţăndărică in Boekarest, Roemenië

## Muziek
- 26 januari: eerste uitvoering van Élégie van Igor Stravinsky
- 5 februari: eerste vertoning van de film Mans Kvinna en daarmee ook de muziek En bygdesaga van Hugo Alfvén
- 8 februari: eerste uitvoering van Symfonie nr. 8 van Kurt Atterberg
- 14 februari: eerste uitvoering van Kamerconcert nr. 5 voor altviool en kamerorkest van Vagn Holmboe
- 7 maart: eerste uitvoering (via radio) van de Sinfonietta van Ernest John Moeran
- 6 april: eerste uitvoering van De verloren zoon van Uuno Klami
- 24 april: eerste uitvoering van Festival Te Deum van Benjamin Britten
- 7 juni: eerste uitvoering van Peter Grimes van Benjamin Britten
- 9 juni: de film Nummer 217 is voor het eerst te zien; filmmuziek is van Aram Chatsjatoerjan
- 13 juni: eerste uitvoering van Four sea interludes van Benjamin Britten
- 14 juni: eerste uitvoering van Symfonie nr. 5 van Vagn Holmboe
- 11 september: eerste uitvoering van Symfonie nr. 4 van Vagn Holmboe
- 11 oktober: eerste uitvoering van Robert Duncans This way to the tomb met muziek van Benjamin Britten (o.a. Deus in adjutorium meum)
- 6 november: eerste uitvoering van Russische fantasie van Aram Chatsjatoerjan
- 25 november: eerste uitvoering van Ernest John Moerans Celloconcert
- 28 november: eerste uitvoering van The Golden Spike, deel 3 uit de Symfonie nr. 3 van George Antheil

## Beeldende kunst

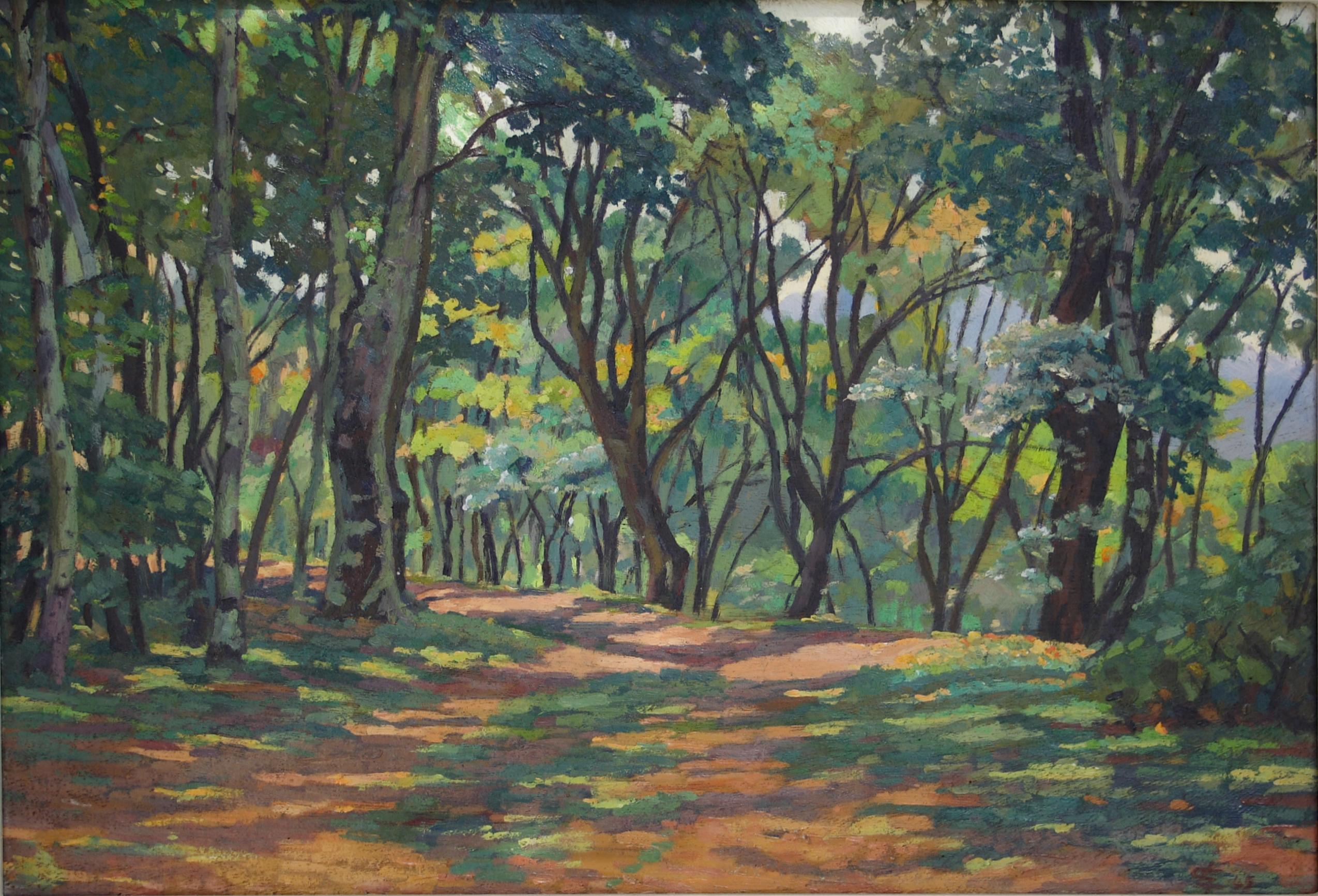
Entrée de la Propriété de Cougnac (1945) Georges Emile Lebacq

## Bouwkunst

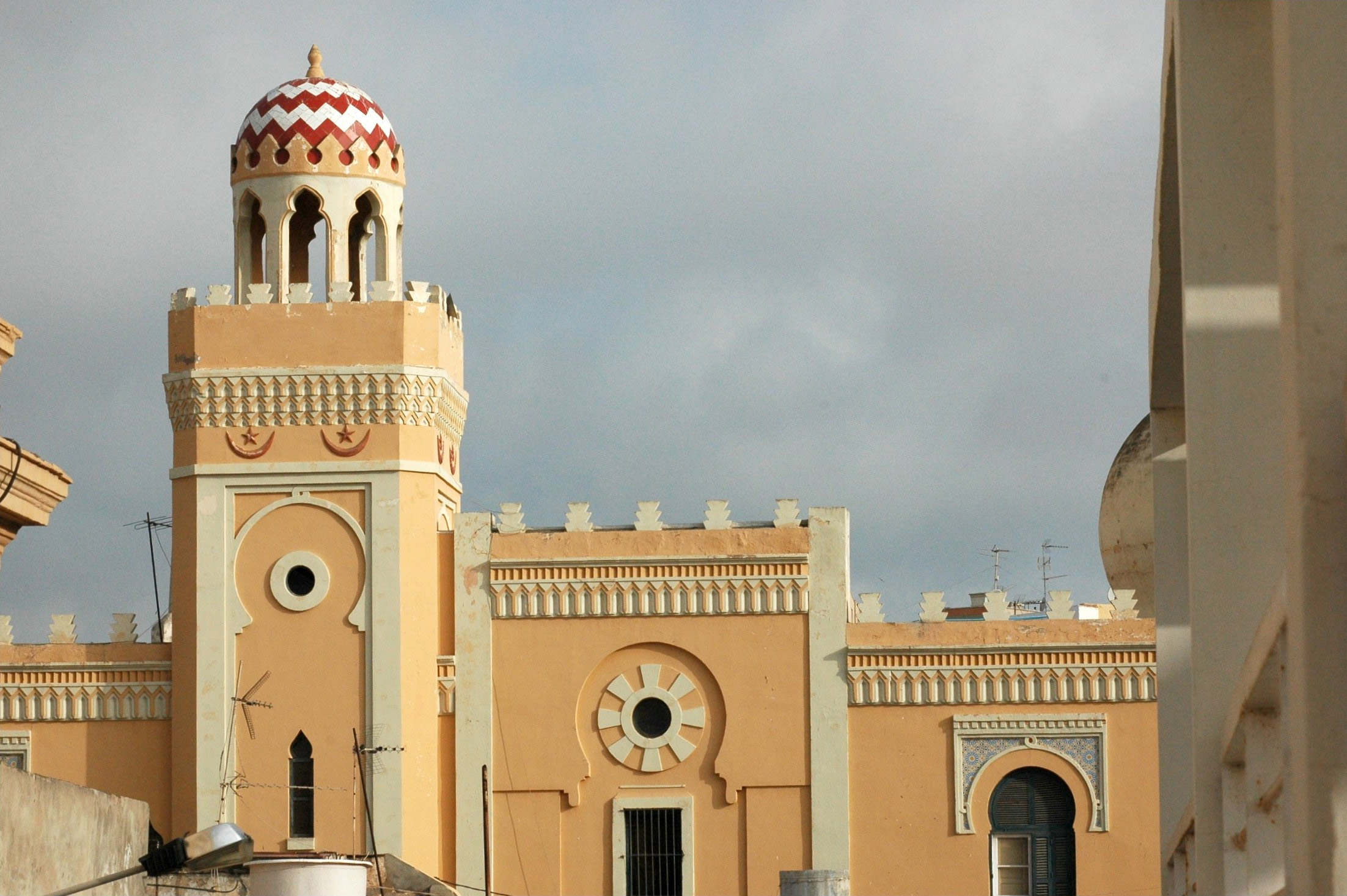
Mezquita central, Melilla, Spanje (1945) Enrique Nieto

## Weerextremen in België
- 25 januari: Minimumtemperatuur −18,3 °C in Spa.
- 28 januari: 49 cm sneeuw in Spa.
- januari: Record van dertig vorstdagen in Ukkel (zoals in 1940 en in 1963).
- januari: Januari met laagste gemiddelde temperatuur van de eeuw. Wegens Slag om de Ardennen beperkte klimatologische informatie.
- mei: 11 zomerdagen, waarvan 4 hittedagen in Ukkel.
- 9 december: Minimumtemperatuur tot −14,1 °C in Rochefort en tot −17,7 °C op de Baraque Michel (Jalhay).
- 28 december: Storm met windstoten tot 133 km/h.[6]